# Winni Schaak

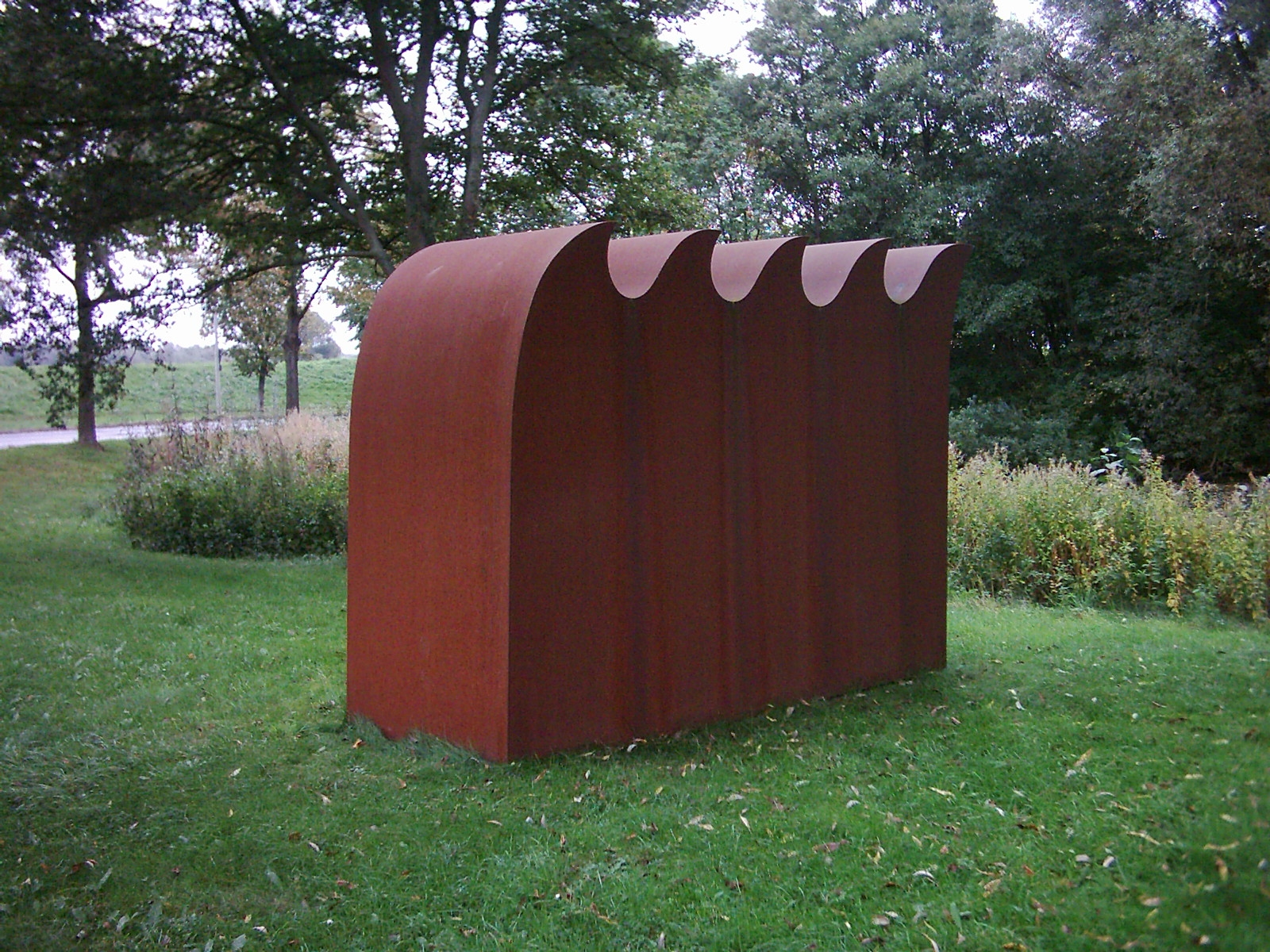
Flutdenkmal (2003) in Hamburg

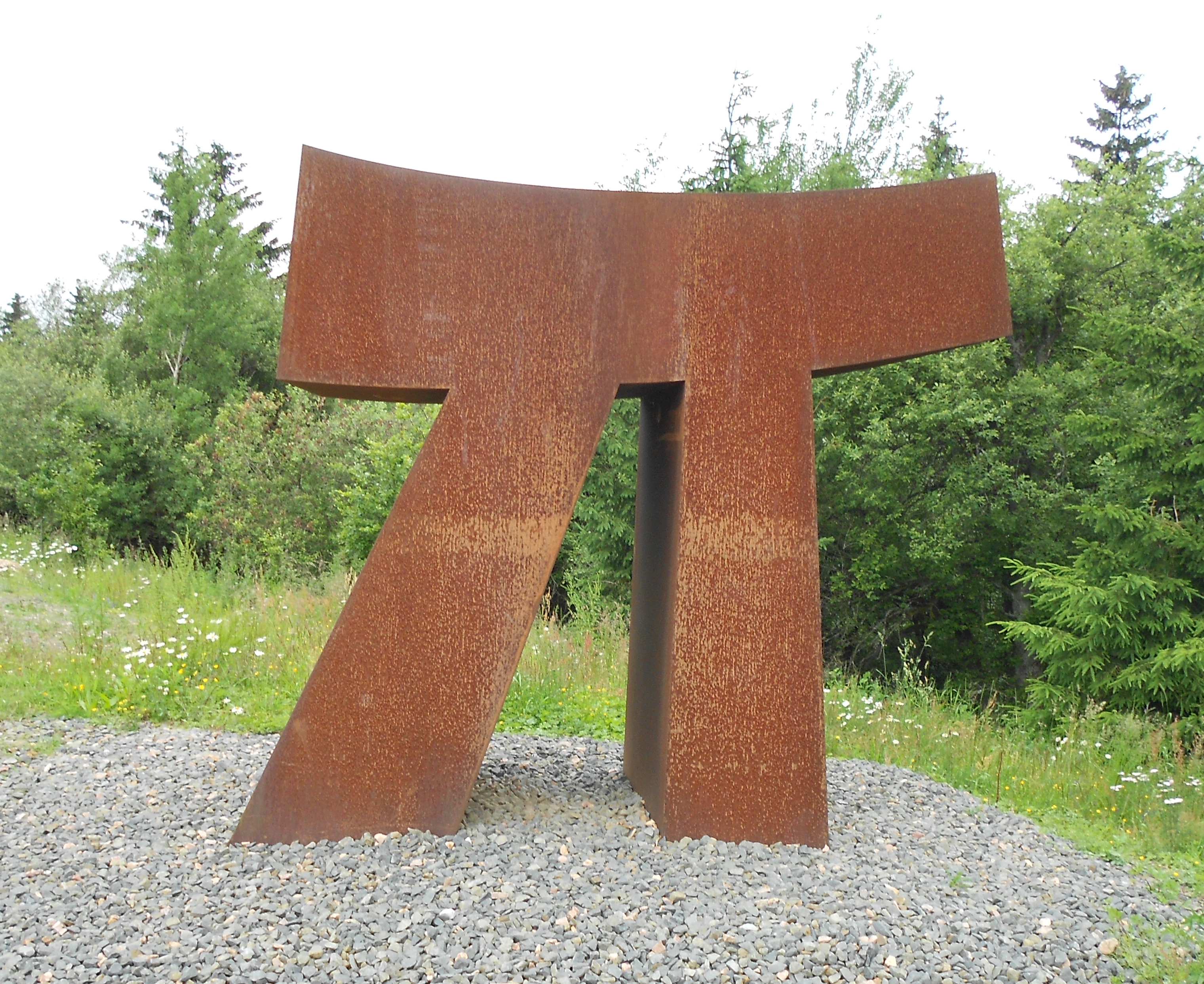
Won Tong (2001) am Erbeskopf (Rheinland-Pfalz)

Winni Schaak (* 1957 in Kropp, Schleswig-Holstein) ist ein deutscher Bildhauer.

## Biografie
Winni Schaak ging nach seinem Abitur von 1984 bis 1985 als Schmied auf Wanderschaft. Als Schmiede- und Schlossermeister schloss er 1985 in Lüneburg ab.
Von 1986 bis 1990 studierte er Bildhauerei bei Wolfgang Bier an der FH Aachen und machte dort 1990 ein Diplom in Objekt-Design. Anschließend unternahm Schaak bis 1991 eine Studienreise nach Indonesien und Australien.
2009 arbeitete er als Lehrbeauftragter für das Projekt ArTeMa, der Handwerkskammer Lübeck und der Stadt Nakskov in Dänemark.
Seit 2008 lebt Winni Schaak mit seiner Familie in Lübeck. Die Familie wohnt in Lübeck-Schlutup, 
wo sich auch seine Atelierwerkstatt befindet.

## Auszeichnungen
- 1991: Erster Preis, Doppelstele, Surfers Paradise, Australien
- 1992: Zweiter Preis, Torso-Torsi, Elfenbeinmuseum Erbach (Odenwald)
- 2001: Dritter Preis, Schaf – Lamm – Widder, Sommeratelier Nelting, Westerhever
- 2002: Preisträger Formation with four, Galerie auf dem Wasser, Schleswig

## Werke
Winni Schaak benutzt für seine minimalistischen Arbeiten Bronze oder Edelstahl, meist aber Cortenstahl. Er formt gerade Kanten und Bögen, gewölbte und ebene Flächen. Durch Biegungen, Drehungen und Durchbrechungen werden sie zu räumlichen Körpern.

## Skulpturen im öffentlichen Raum (Auswahl)

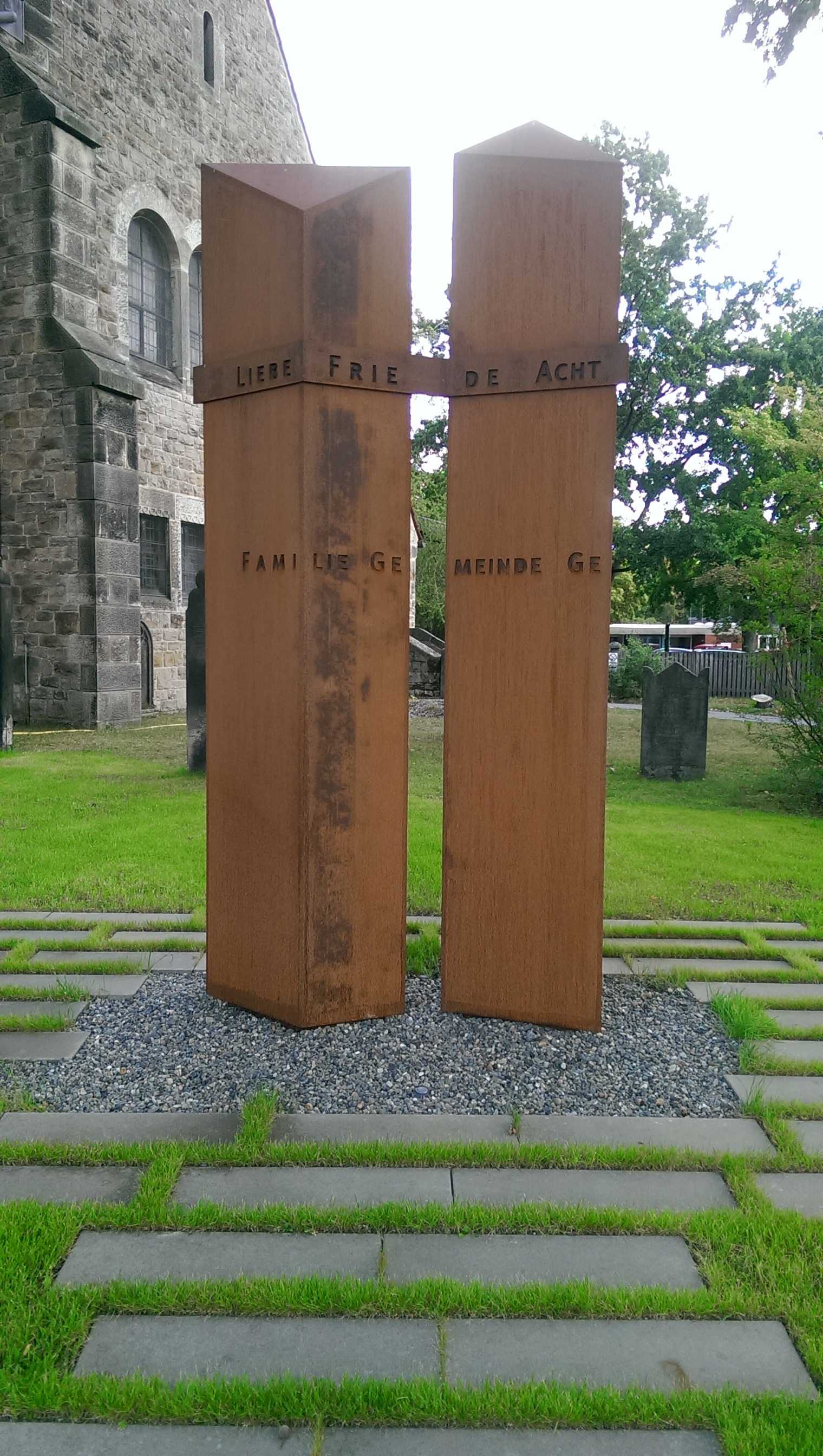
Friedensmahnmal, St.-Nicolai-Kirche Bothfeld, Hannover

- 1994: Vogelfigur, Rathausmarkt Rellingen
- 1994: Kaktusfigur, Evangelische Akademie Bad Segeberg
- 1995: Große tanzende Figur, Fußgängerzone, Castrop-Rauxel
- 1996: Buntgemeintes Kopfgewicht (Relief), Berufsbildende Schulen, Schleswig
- 1998: Der Wächter von Kropp, Kropp
- 2000: Perspektiv I, Kunstkilometer Neustadt in Holstein[4]
- 2001: Hausungen, Harburger Stadtpark, Hamburg
- 2001: Won Tong, Erbeskopf, Rheinland-Pfalz
- 2002/2003: Architektur I, Skulpturenpark Elmshorn
- 2003: Gedenktafel für 76 Opfer der Hamburger Flut 1962 im Raum Süderelbe, Hohenwischer Brack, Hamburg
- 2005: Schneid’ger Kopfkarton VI, (Skulpturenweg Rheinland-Pfalz), Stelzenberg
- 2006: Schmaler Kopfkarton, Schifffahrtsgesellschaft Peter Döhle, Elbchaussee Hamburg
- 2009: Der Knick, (achtteilige Platzgestaltung), Bissee, Schleswig-Holstein
- 2019: Friedensmahnmal, St.-Nicolai-Kirche Bothfeld, Hannover

## Ausstellungen (Auswahl)
- 1994: Evangelische Akademie Bad Segeberg
- 1995: Galerie Grosche, Castrop-Rauxel
- 1996: Kunstverein Elmshorn
- 2001: Stadtpark Hamburg/Harburg und Harburger Rathaus
- 2005: Galerie Buchholz, Hannover
- 2006: c. wichtendahl. galerie, Berlin
- 2006: Galerie Aelbrecht, Rotterdam, Nederland[5]
- 2012: Galerie per-seh, Hannover
- 2013: Kunsthaus Müllers, Rendsburg Sommerausstellung – Künstler der Galerie (Gruppenausstellung)

## Symposien (Auswahl)
- 2001 bis 2003: Bildhauersymposium, KiC – Kunst in der Carlshütte, Büdelsdorf/Rendsburg[6]
- 2005: Schneid´ger Kopfkarton VII, Skulpturenweg Rheinland-Pfalz e. V.[7]
- 2010: Perspektive I, 15a – Galerie & Skulpturengarten.[8]